# Lavenay
Lavenay korábbi község Franciaország Loire mente régiójában, Sarthemegyében. 2017. január 1-jén három másik korábbi községgel egyesült és az így létrejött Loir en Vallée új község része lett.
Lakosainak száma 343 fő (2018. január 1.). Lavenay Bessé-sur-Braye, Couture-sur-Loir, Sougé, La Chapelle-Gaugain és Poncé-sur-le-Loir községekkel határos.

## Népesség
A település népességének változása:
| Lakosok száma | 350  | 346  | 344  | 343  |
|               | 2013 | 2015 | 2017 | 2018 |